# Col du Marchairuz
Col du Marchairuz (1449 m n.p.m.) – przełęcz w szwajcarskich górach Jura, w kantonie Vaud. Rozdziela masyw Mont Tendre (1679 m n.p.m., na północnym wschodzie) od masywu Crêt de la Neuve (1493 m n.p.m., na południowym zachodzie).
Przełęcz od dawna używana była do komunikacji szwajcarskiego plateau z doliną Joux w sercu Jury. Początkowo prowadził przez nią trakt uczęszczany przez pieszych i jeźdźców, towary przewożono na grzbietach mułów. W 1770 r. otwarto drogę dostępną dla wozów. Krótko po tym korzystali z niej m.in. słynny szwajcarski badacz Alp Horace-Bénédict de Saussure oraz niemiecki poeta Johann W. Goethe. Zimą jednak przeprawa przez przełęcz stawała się dalej wyzwaniem, a droga czasami w ciągu kilku godzin stawała się nieprzejezdna. Koniecznością stała się budowa na przełęczy schroniska dla podróżnych. Dzięki publicznej zbiórce schronisko takie (fr. l'hospice du Marchairuz) zostało otwarte w 1845 r. Spółdzielnia pod nazwą Société de l'Asile du Marchairuz jest w dalszym ciągu właścicielem obiektu.
Dziś przez przełęcz biegnie asfaltowa droga, która łączy miejscowość Bière na wschodzie z Le Brassus na zachodzie, umożliwiając przejazd znad brzegów Jeziora Genewskiego do doliny Orbe i jeziora Joux. Do 2011 r. zimą droga ta na odcinku od Bière po Le Brassus nie była odśnieżana - zimowe utrzymanie drogi rozpoczęto dopiero w 2012 r.
Przełęcz leży na trasie kolarskiego wyścigu Tour de Romandie.
Przełęcz jest ważnym punktem turystycznym na mapie szwajcarskiej Jury. W historycznym budynku znajduje się tu hotel turystyczny z restauracją, serwującą dania regionalne oraz obszerny parking. We wschodnim skrzydle budynku funkcjonuje ekspozycja regionalnego parku przyrodniczego Jura vaudois (fr. L'espace découvertes du Parc Jura vaudois). Grzbietem przez przełęcz biegnie dalekobieżny szlak transjurajski, którym z przełęczy można dojść w 2 godz. 40 min. na najwyższy szczyt Jury, położony całkowicie w granicach Szwajcarii - wspomniany Mont Tendre.

## Bibliografia

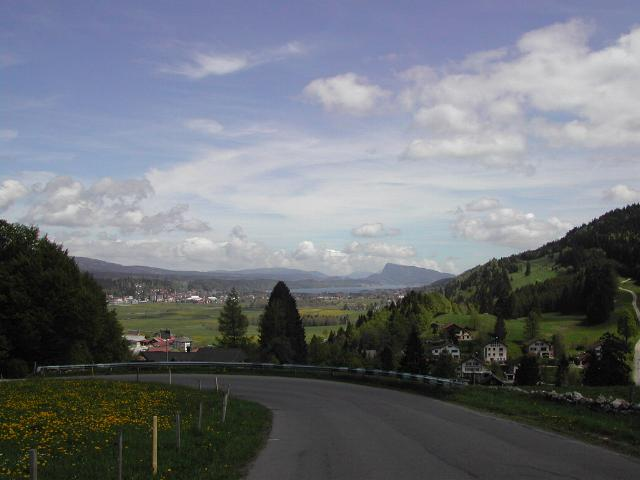
Widok na Le Brassus
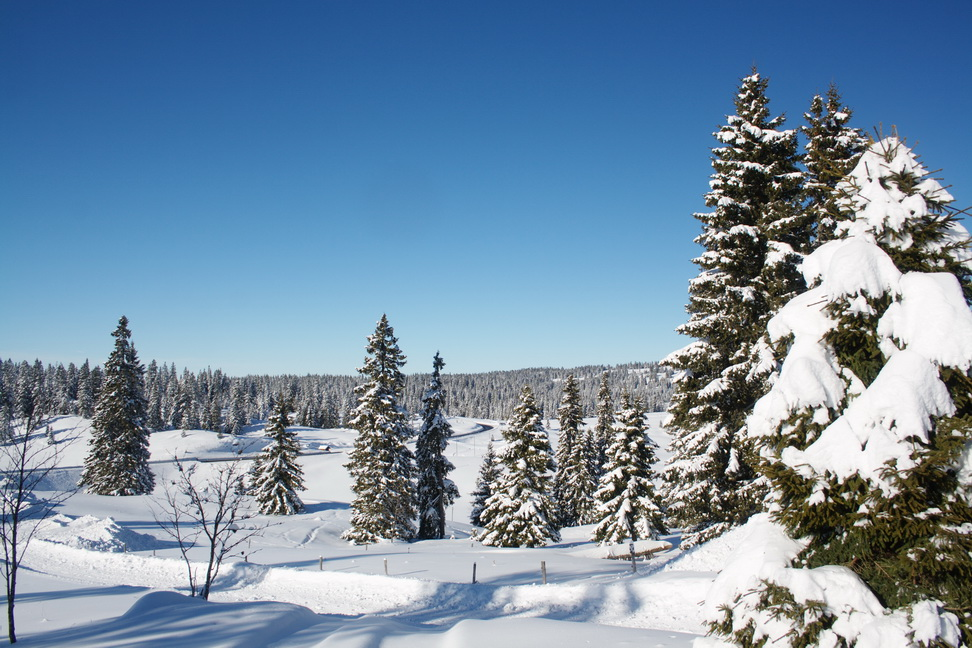
Przełęcz zimą